# Baie-Mahault
Baie-Mahault é uma comuna francesa na região administrativa de Guadeloupe, no departamento de Guadeloupe. Estende-se por uma área de 46 km², com habitantes, segundo os censos de 2006, com uma densidade de 651 hab/km².